# Giimbiyuspråk
Giimbiyuspråk utgör en liten språkfamilj av australiska språk som talades i norra Australien.
Språkfamiljen innehåller tre språk:
- Mangerr
- Urninganggspråk
  - Erre
  - Urningangg